# Penumbra (Computerspielreihe)
Penumbra (lateinisch für „Halbschatten“) ist ein (ursprünglich als Trilogie geplanter) Computerspiel-Zweiteiler des selbstständigen schwedischen Spieleentwicklers Frictional Games, welcher international von Paradox Interactive vertrieben wurde. Es handelt sich um ein Horror-Adventure, welches aus der Egoperspektive gespielt wird.

## Penumbra: Overture

### Handlung
In Penumbra: Overture (deutscher Titel: Penumbra – Im Halbschatten) erhält der Protagonist, der junge Physikstudent Philip, nach dem plötzlichen Tod seiner Mutter einen Brief von seinem lange totgeglaubten Vater. Dem Schreiben liegt ein Schlüssel für ein Bankfach bei. Sein Vater bittet Philip, alle Dokumente im betreffenden Fach zu vernichten. Philip fasst den Entschluss, dieser Bitte zu folgen, aber statt die Dokumente zu vernichten, studiert er sie und entdeckt neben kryptischen Schriften einige geographische Koordinaten, die zu einem entlegenen Ort im Norden Grönlands führen. Er entschließt sich, der Sache auf den Grund zu gehen, und reist mit einem Schiff nach Grönland.
Dort findet Philip den Eingangsschacht einer verlassenen Mineneinrichtung. Dort muss der Spieler nach Hinweisen auf den Vater suchen. Hierbei gilt es diverse Rätsel zu lösen, um weiterzukommen.
Im weiteren Verlauf macht man Bekanntschaft mit dem einzigen Überlebenden in der Mine, einem wahnsinnig gewordenen Vorarbeiter namens Red, der den Spieler mit rätselhaften Hinweisen zu sich leitet. Bei der finalen Zusammenkunft mit Red überredet dieser, sich in einem Ofen versteckend, den Spieler, den Ofen anzuschalten und ihn somit zu töten. Dadurch erhält man einen Schlüssel und so Zugang zu den inneren Bereichen der Einrichtung. Auf dem Weg dorthin wird man niedergeschlagen und das Spiel endet.

### Spielprinzip und Technik
Man bewegt sich frei in einer dreidimensionalen Welt, die aus der Egoperspektive wahrgenommen wird. Dazu kommen typische Adventure-Elemente wie das aktive Durchsuchen von Schränken und Kisten sowie das Kombinieren von Gegenständen in einem Inventar. Das Durchsuchen und Bewegen von Objekten wird in dem Spiel so umgesetzt, dass die Bewegungsabläufe, die notwendig sind, um beispielsweise eine Schublade zu öffnen, in ihrem eigentlichen Sinne durchgeführt werden müssen. Der Spieler muss die Schublade greifen und die Maus zurückziehen, um die Schublade auch wirklich zu öffnen.
Mittels der Physik-Engine und dem erwähnten Steuerungsprinzip müssen diverse einfache Rätsel gelöst werden. Hierbei handelt es sich meist um sehr lineare Handlungsabläufe, selten hat man die Gelegenheit, auf unterschiedlichen Wegen zu einem Ergebnis zu kommen.

### Produktionsnotizen
Im Vorfeld der Verkaufsversionen erschien im Jahr 2006 eine kostenlose Tech-Demo, in der die Physik-Engine, grobe Informationen zum Handlungsstrang und das neuartige Steuerungsprinzip vorgestellt wurden. Der erste Teil, Penumbra: Overture, erschien am 30. März 2007 und wurde in Deutschland von Kalypso Media vertrieben und ist als einziger vollständig in deutscher Sprache erhältlich.
Der Protagonist Philip Buchanon wurde in der deutschen Fassung von Nicolas König vertont. Der Minenarbeiter Tom Redwood „Red“ wird von Holger Mahlich gesprochen.

## Penumbra: Black Plague

### Handlung
Penumbra: Black Plague (engl. „Schwarze Pest“) setzt direkt an das Ende des ersten Teiles an. Der Spieler (Philip) erwacht in einem abgeschlossenen Raum und hört, wie im Nachbarzimmer jemand ermordet wird. Über einen Lüftungsschacht kann der Spieler entkommen und findet sich in einer geheimen Forschungsstation wieder, dem Shelter (engl. „Schutz“). Fast die gesamte Besatzung der Station ist von einem merkwürdigen Virus infiziert, der die meisten getötet oder zu Mutanten hat werden lassen.
Kurz nach dem Betreten der Haupteinrichtung wird man von der letzten Überlebenden der Forschungsstation, Dr. Swanson, kontaktiert, die den Spieler bittet, sie zu befreien. Auf der anderen Seite wird dem Spieler auf Grund von diversen Symptomen klar, dass Philip ebenfalls infiziert ist. Sein Geist wird in der Folge von einem Wesen besetzt, das sich den Namen Clarence gibt und in der Lage ist, Philips Sinne und somit das Geschehen auf dem Bildschirm zu manipulieren. Im weiteren Spielverlauf findet man die Leiche von Philips Vater Howard. Seine Aufzeichnungen geben Aufschluss über die wahren Hintergründe über das tödliche Virus. Es ist eine Art Kollektive Intelligenz. Clarence jedoch hat keinen Kontakt und entwickelt eine eigene, böse Persönlichkeit. Dr. Swanson verspricht Philip, ihn zu heilen – und somit Clarence zu vertreiben. Clarence will dies verhindern, und dies führt schließlich dazu, dass der Spieler Dr. Swanson erschlägt.
Trotzdem findet der Spieler in Dr. Swansons Büro eine Anleitung für ein Heilmittel. Es kommt zum finalen Showdown mit Clarence, der durch Einnahme des Heilmittels einen eigenen Körper erhält und den Spieler angreift. Die Kollektive Intelligenz vernichtet Clarence und schützt den Spieler. Man nimmt Kontakt auf, und der Spieler wird einer Art mentalen Prüfung ausgesetzt, bei der es um die Grundsätze einer Gesellschaft aus Individuen geht.
Am Ende schickt Philip eine E-Mail mit den Koordinaten der Station und dem Aufruf, die Kollektive Intelligenz zu vernichten.

### Spielprinzip und Technik
Die Steuerung entspricht im Wesentlichen der des Vorgängers. Jedoch sind Waffen endgültig entfernt worden. Der Spieler ist nun gezwungen, vor seinen Gegnern zu fliehen, und kann lediglich Gegenstände auf sie werfen, um sie kurzzeitig abzulenken.
Wie im Vorgänger gibt es einfache Kombinations- und Physik-Rätsel, d. h. der Spieler muss Kisten und sonstiges Material der Umgebung dahingehend verschieben oder verändern, damit er weiterkommt.

### Produktionsnotizen
Als zweiter selbstständiger Titel des Zweiteilers erschien Penumbra: Black Plague am 15. Februar 2008. Das Spiel verfügte nurmehr über englische Sprachausgabe, lieferte aber deutsche Untertitel.

## Penumbra: Requiem
Penumbra: Requiem (für „Totenmesse“) ist als Add-on für den zweiten Teil Penumbra: Black Plague konzipiert und nicht ohne das Hauptspiel lauffähig. Es wurde am 27. August 2008 für Windows und am 17. November 2008 für Mac OS X und Linux veröffentlicht. Das Add-on ersetzt den ursprünglich geplanten dritten Teil der Serie. Schon während der Entwicklung wurde mit der Arbeit am Nachfolgespiel Amnesia: The Dark Descent begonnen.

### Handlung
Das Add-on setzt die Handlung des Hauptspiels ab dem Zeitpunkt fort, an dem die Nachricht abgesendet wird. Der Spieler erlebt in einer kurzen Sequenz, wie er, vor dem Computer stehend, hinterrücks niedergeschlagen wird. Man erwacht in einem Gewölbe, aus dem man mittels Schlüsselsteinen, die im Raum versteckt sind, über Portale wieder herauskommen muss. Diese führen den Spieler in weitere Räume, in denen man wieder die Schlüsselsteine finden muss, um durch die Portale weiter zu kommen.
Nachdem der Spieler das letzte Rätsel löst und durch das Portal reist, findet er sich in dem Raum wieder, in dem sich Red im ersten Teil im Ofen versteckte. Man hat nun die Wahl, entweder man verfällt dem Wahnsinn und betritt den Ofen, um gemeinsam mit Red zu sterben; oder aber man verlässt den Raum durch die Tür und findet sich im Schiff wieder, wo man seine Reise von vorn beginnen kann.

### Spielprinzip und Technik
Penumbra: Requiem legt starken Fokus auf diverse Physik-Rätsel, wie beispielsweise das Reparieren eines Motors oder die Wiederherstellung eines Arbeitssystems mithilfe von Zahnrädern. Diese Arbeitsabläufe sind linear und nicht auf andere Weise lösbar. Das Arbeiten mit dem Inventar beschränkt sich auf die Aufnahme der Steinschlüssel und Schmerzmittel.

### Produktionsnotizen
Penumbra: Requiem verfügt wie der Vorgänger nur über englische Sprachausgabe, aber deutsche Untertitel.

## Kritiken

### Penumbra: Overture
Der erste Teil des Spieles wurde größtenteils positiv aufgenommen. Hierbei waren die neuartige Steuerung und die Egoperspektive die Hauptargumente der Befürworter, ebenso wie die durch Lichteffekte und Hintergrundgeräusche gelungen inszenierte Atmosphäre. Das Kampfsystem, welches das Ausholen mit der Waffe einschloss, befanden Kritiker jedoch als zu schwierig. Auch wurde die teilweise Eintönigkeit der Grafik bemängelt. Die insgesamt magere Sprachausgabe gab ebenfalls Gründe zur Kritik.

### Penumbra: Black Plague
Der zweite Teil der Penumbra-Serie erhielt durchschnittlich bessere Bewertungen als der Vorgänger. Gelobt wurde die komplette Entfernung von Waffen aus dem Spiel und die etwas bessere Grafikqualität. Auch die abwechslungsreichen Rätsel, die es zu lösen gilt und die Einführung eines Tutorials zur Steuerung des Spiels wurden als positiv angesehen. Negativ fällt allerdings das Fehlen einer deutschen Sprachausgabe auf. Das Fachmagazin Adventure Gamers ordnete Penumbra: Black Plague 2011 in seiner Liste Top 100 All-Time Adventure Games auf Platz 87 ein.

### Penumbra: Requiem
Im Add-On leidet die Atmosphäre hauptsächlich auf Grund des Fehlens von Gegnern. Ebenso wurde das Fehlen einer richtigen Story hinter den Handlungen des Spielers bemängelt, wohingegen die komplizierteren Physik-Rätsel, die das Spiel zu einem Adventure machen, positiv aufgenommen wurden.